# Kotor
Kotor (chirilic: Котор; în latină: Acruvium; în greacă: Ασκρηβιον, Askrèvion; în italiană: Càttaro) este un oraș de coastă din Muntenegru, localizat în partea retrasă a golfului Kotor. Orașul are o populație de 13.510 locuitori și este reședința comunei cu același nume.
Vechiul port mediteranean din Kotor este înconjurat de un zid impresionant construit în timpul Republicii Veneției care reflectă influența venețiană în rândul arhitecturii. Golful Kotor (Boka Kotorska), unul dintre cele mai mari din Marea Adriatică, este numit uneori cel mai sudic fiord din Europa (deși aceasta este de fapt un canion scufundat).
În ultimii ani, Kotor a înregistrat o creștere constantă în domeniul turismului, turiștii fiind atrași atât de frumusețea naturală a Golfului Kotor, cât și a orașul vechi.
Kotor face parte din situl UNESCO din Muntenegru.

## Istorie

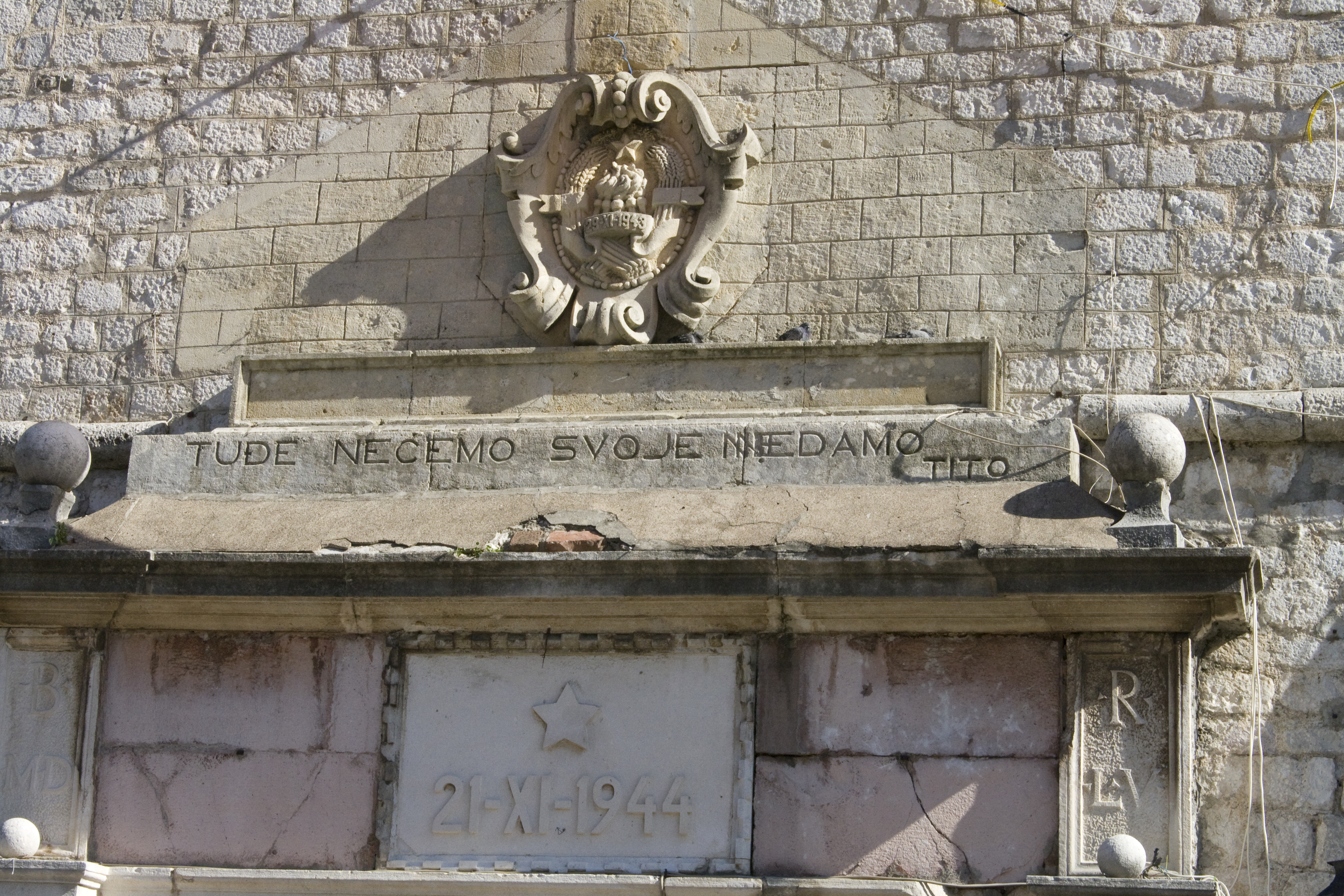
Intrare în oraşul vechi din Kotor, având deasupra semnul "Ceea ce aparţine altora nu vrem, ceea ce este al nostru nu vom preda."

Kotor, menționat pentru prima dată în 168 î.Hr., a fost înființat în timpul Imperiului Roman, fiind cunoscut ca Acruvium, Ascrivium sau Ascruvium. Orașul a făcut parte din provincia romană Dalmația.
Într-o inscripție din 1195 din biserica Sf. Luca din Kotor, Vukan Nemanjić este menționat ca Regele de Duklja, Dalmația, Travunia, Toplica și Hvosno.

## Populația
Kotor este un centru administrativ al comunei Kotor, care include orașele Dobrota, Risan și Perast și mai multe așezări din jurul golfului Kotor. Zona are o populație de 22,947 locuitori (recensământul din 2003) , în timp ce orașul în sine are doar 5,341 locuitori.
Populația din Kotor (inclusiv Dobrota):
- 3 martie 1981 - 10,780
- 3 martie 1991 - 12,903
- 1 noiembrie 2003 – 13,176

Grupuri etnice (recensământ 1991):
- Muntenegreni (55,24%)
- Sârbi (14,07%)
- Croați (7,23%)

Grupuri etnice (recensământ 2003)- 22,947:
- Muntenegreni - 10,741 (46.81%)
- Sârbi - 7,094 (30.91%)
- Croați - 1,762 (7.68%)
- Iugoslavi - 168 (0.73%)
- Musulmani - 106 (0.46%)
- Albanezi - 76 (0.33%)
- Macedoneni - 49 (0.21%)
- Romi - 48 (0.21%)
- Ruși - 39 (0.17%)
- Sloveni - 35 (0.15%)
- Italieni - 32 (0.14%)
- Unguri - 32 (0.14%)
- Egipteni - 20 (0.09%)
- Bosniaci - 16 (0.07%)
- Germani - 14 (0.06%)
- ceilalți - 133 (0.58%)
- nedeclarați/nedefiniți - 2,165 (9.43%)
- afiliați regional - 202 (0.88%)
- fără date - 215 (0.94)

Conform documentelor din 1900, Kotor are 7.617 catolici și 7.207 creștini ortodocși.
Kotor este sediul Episcopiei Kotor, care acoperă întregul golf.
Recensământul din 2003 a menționat 22,947 cetățeni, dintre care 78% au fost creștinii ortodocși, iar 13% au fost romano-catolici.

## Clima
| Date climatice pentru Kotor | Date climatice pentru Kotor | Date climatice pentru Kotor | Date climatice pentru Kotor | Date climatice pentru Kotor | Date climatice pentru Kotor | Date climatice pentru Kotor | Date climatice pentru Kotor | Date climatice pentru Kotor | Date climatice pentru Kotor | Date climatice pentru Kotor | Date climatice pentru Kotor | Date climatice pentru Kotor | Date climatice pentru Kotor |
| Luna                        | Ian                         | Feb                         | Mar                         | Apr                         | Mai                         | Iun                         | Iul                         | Aug                         | Sep                         | Oct                         | Nov                         | Dec                         | Anual                       |
| --------------------------- | --------------------------- | --------------------------- | --------------------------- | --------------------------- | --------------------------- | --------------------------- | --------------------------- | --------------------------- | --------------------------- | --------------------------- | --------------------------- | --------------------------- | --------------------------- |
| Maxima medie °C (°F)        | 9 (48)                      | 10 (50)                     | 13 (55)                     | 16 (61)                     | 21 (70)                     | 24 (75)                     | 28 (82)                     | 28 (82)                     | 24 (75)                     | 19 (66)                     | 14 (57)                     | 10 (50)                     | 18 (64,4)                   |
| Minima medie °C (°F)        | 2 (36)                      | 2 (36)                      | 4 (39)                      | 7 (45)                      | 10 (50)                     | 14 (57)                     | 17 (63)                     | 16 (61)                     | 14 (57)                     | 10 (50)                     | 6 (43)                      | 2 (36)                      | 8,7 (47,6)                  |
| Precipitații mm (inches)    | 151 (5.94)                  | 135 (5.31)                  | 121 (4.76)                  | 115 (4.53)                  | 86 (3.39)                   | 66 (2.6)                    | 42 (1.65)                   | 59 (2.32)                   | 104 (4.09)                  | 151 (5.94)                  | 194 (7.64)                  | 174 (6.85)                  | 1.398 (55,04)               |
| Nr. de zile cu precipitații | 13                          | 13                          | 13                          | 13                          | 11                          | 10                          | 7                           | 7                           | 8                           | 11                          | 14                          | 13                          | 133                         |
| Sursă: weather2travel.com   |                             |                             |                             |                             |                             |                             |                             |                             |                             |                             |                             |                             |                             |

## Personalități marcante

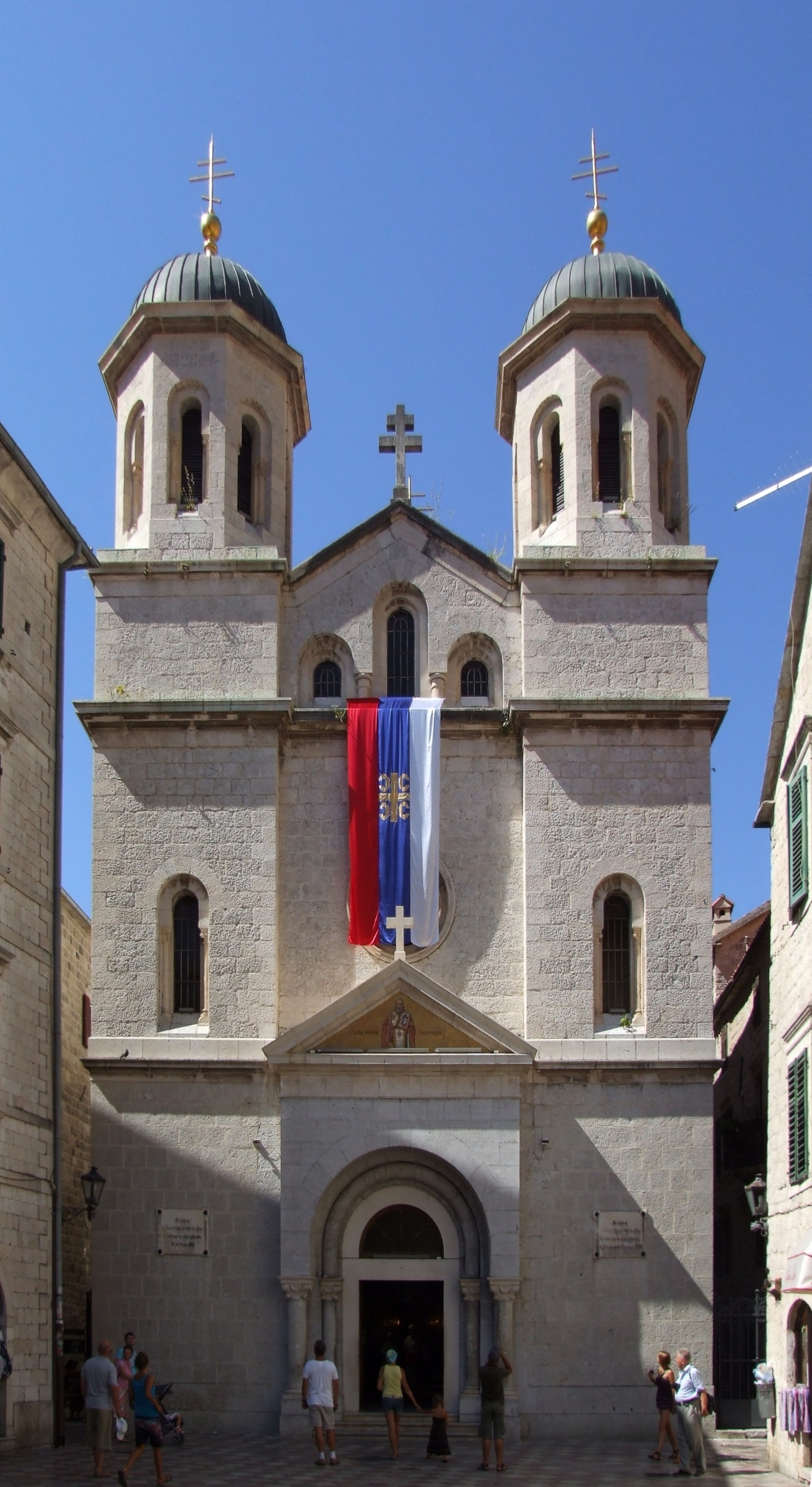
Biserica ortodoxă sârbă Sf Nicolae.

- Rambo Amadeus, scriitor și câtăreț muntenegrean
- Tomislav Crnković, fotbalist croat
- Stevan Faddy, cântăreț muntenegrean
- Zoran Gopčević, jucător de polo muntenegrean
- Vasko Lipovac, pictor croat
- Ratimir Martinović, Montenegrin pianist
- Vlaho Orlić, antrenor de polo muntenegrean
- Andrija Paltašić, pictor
- Nina Petković, cântăreț și personalitate media din Muntenegru
- Viktor Vida, scriitor croat
- Boško Vuksanović, antrenor de polo muntenegrean

## Orașe înfrățite
- Szeged, Ungaria

## Cultură
Kotor găzduiește o mulțime de evenimente care au loc vara, cum ar fi Carnavalul Verii sau Bokeljska Noć.
Alături de Budva, orașul a găzduit World Carnival City Congress (WCCC) în mai 2009.